# Nilgiri (thé)
 (mars 2024).
Si vous disposez d'ouvrages ou d'articles de référence ou si vous connaissez des sites web de qualité traitant du thème abordé ici, merci de compléter l'article en donnant les références utiles à sa vérifiabilité et en les liant à la section « Notes et références ».

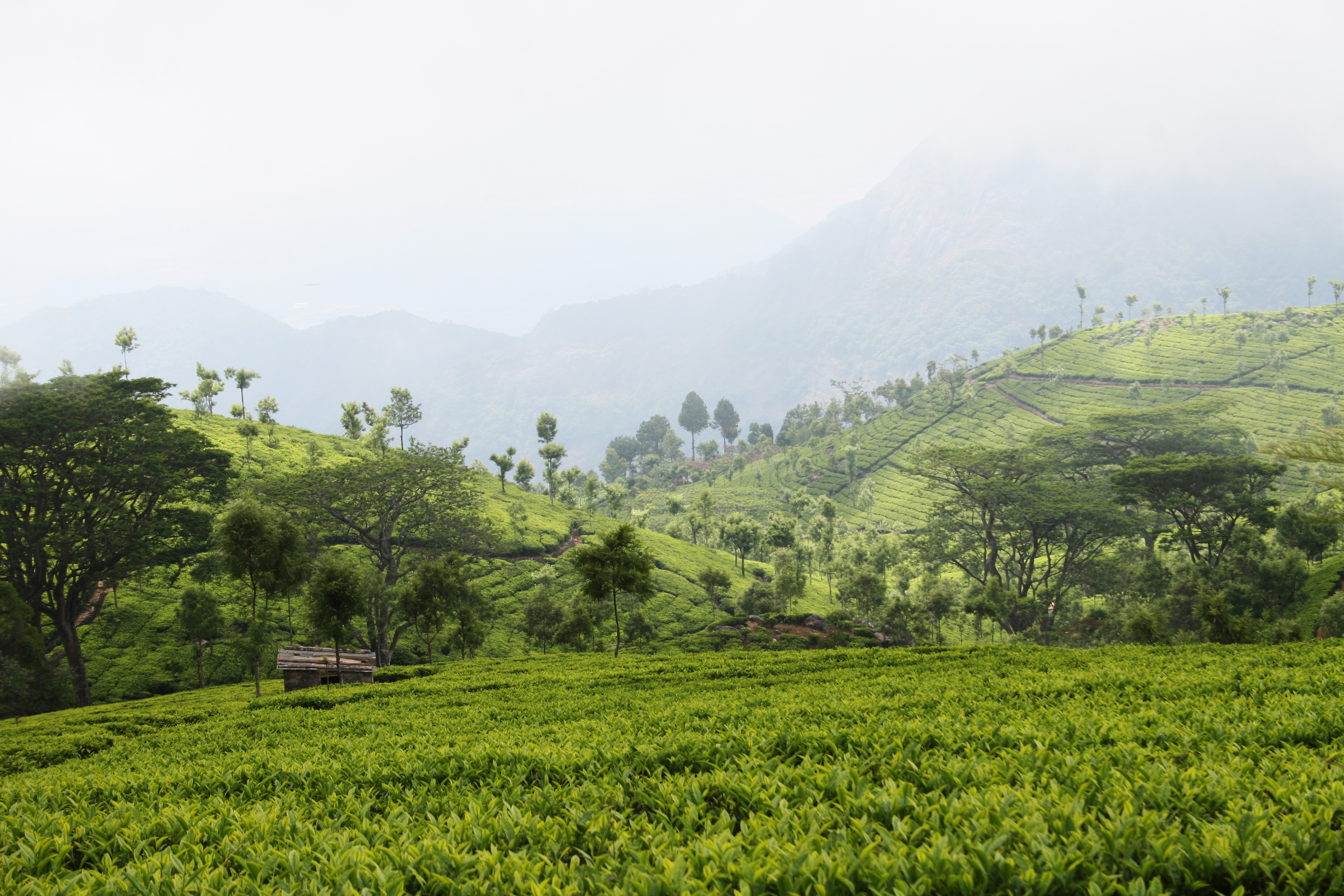
Plantation.

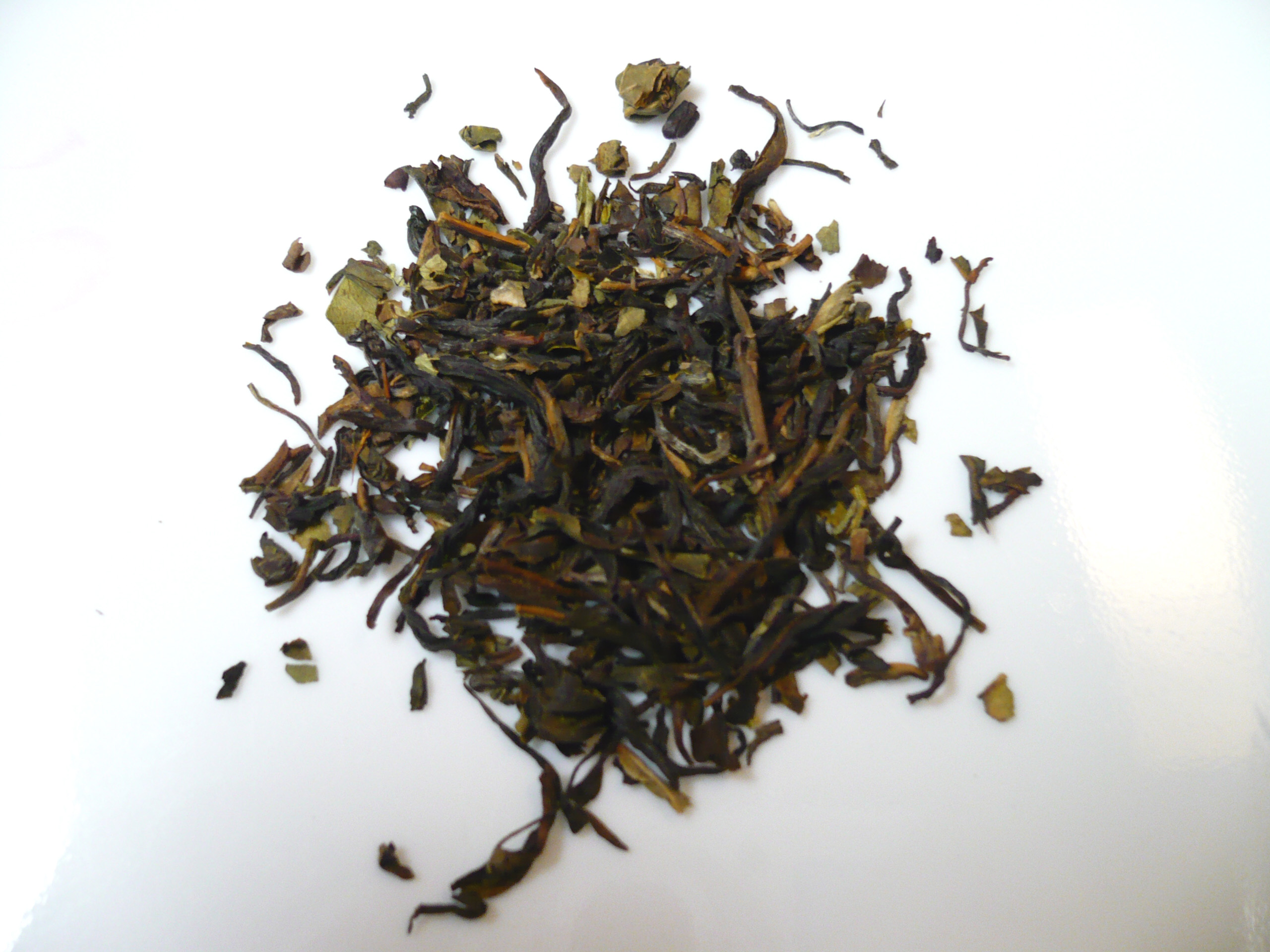
Feuilles.

Le nilgiri est un thé noir aromatique, cultivé dans les montagnes méridionales des Ghats occidentaux. Il pousse dans les collines des Nilgiris dans l'ouest du Tamil Nadu, bien qu'il existe d'autres régions cultivatrices, dont Munnar et le Travancore central, plus au sud dans l'état du Kerala.
Il est réputé pour sa fraicheur, ses saveurs vives parfumées, une qualité attribuée à ses conditions climatiques de croissance. Le thé Nilgiri est décrit de diverses manières comme étant léger mais corsé ou au goût rond avec des fruits tel les agrumes et des notes florales.
Les plantations de thé dans le Nilgiri possèdent et exploitent généralement leurs propres manufactures. La majorité du thé est vendu régulièrement aux enchères à Coonoor, Coimbatore et Cochin. Plus de la moitié du thé est exportée.
Les variétés « pleine feuille » coûteuses, triées à la main, sont très prisées aux enchères internationales. En novembre 2006, un thé atteignit « les honneurs » en obtenant un prix record mondial de 600 $/kg. Ce fut la première vente aux enchères de thé s'étant déroulée à Las Vegas.